# Acción de Nambu-Goto
La acción de Nambu–Goto es la acción invariante más sencilla en teoría de cuerdas bosónica, y también se utiliza en otras teorías que investigan objetos estilo cuerda (por ejemplo, cuerdas cósmicas).  Es el punto de partida del análisis del comportamiento de cuerdas de grosor cero utilizando los principios de mecánica lagrangiana. Del mismo modo que la acción para una partícula puntual libre es proporcional a su tiempo propio—es decir, la "longitud" de su línea de universo—la acción de una cuerda relativista es proporcional al área de la hoja qué traza la cuerda cuando viaja a través del espaciotiempo.
Recibe su nombre de los físicos japoneses Yoichiro Nambu y Tetsuo Goto.

## Mecánica lagrangiana relativista
El principio básico de la mecánica lagrangiana es que un objeto sometido a influencias externas "escogerá" un camino tal que una cantidad, la acción, es un extremo. La acción es un funcional, una relación matemática que toma un camino y le asocia un número.  El camino físico, el que sigue el objeto, es el camino para el que la acción es "estacionaria" (o extremal): cualquier variación pequeña del camino físico no cambia significativamente la acción. (A menudo, esto es equivalente a decir el camino físico es e que minimiza la acción). Normalmente las acciones se escriben usando lagrangianos, fórmulas que dependen del estado del objeto en un punto particular del espacio y el tiempo.  En mecánica no relativista, por ejemplo, el lagrangiano de una partícula puntual es la diferencia entre la energía cinética y potencial: {\displaystyle L=T-V} La acción, {\displaystyle S}, es entonces la integral de esta cantidad dedesde el tiempo inicial al final:
{\displaystyle S=\int _{t_{i}}^{t_{f}}L\,\mathrm {d} t.}
(Típicamente, cuándo se utilizan lagrangianos,  se suponen conocidas la posición inicial y final de la partícula, y se estudia el camino entre esas posiciones.)
Este enfoque de la mecánica tiene la ventaja que se puede extender y generalizar fácilmente. Por ejemplo,  podemos escribir un lagrangiano para una partícula relativista, que será válido incluso si la partícula está viajando con una velocidad cercana a la velocidad de la luz. Para preservar la invariancia Lorentz, la acción sólo debe depender de cantidades que sean iguales para todos los observadores inerciales. La cantidad invariante más sencilla es el tiempo propio, el tiempo medido por un reloj llevado por la partícula.  Según la relatividad especial, todo observador inercial calculará el mismo valor para la cantidad
{\displaystyle -\mathrm {d} s^{2}=-(c\,\mathrm {d} t)^{2}+\mathrm {d} x^{2}+\mathrm {d} y^{2}+\mathrm {d} z^{2},\ }
y {\displaystyle ds/c} es entonces el tiempo propio infinitesimal. Para una partícula puntual que no esté sometida a fuerzas externas (es decir, en movimiento inercial), la acción relativista es
{\displaystyle S=-mc\int \mathrm {d} s.}

## Hojas de universo
Del mismo modo que una partícula puntual (de dimensión cero) describe una línea de universo en un diagrama espaciotemporal, una cuerda unidimensional describe una hoja de universo. Las hojas de mundo son superficies bidimensionales, así que hacen falta dos parámetros para especificar un punto en una hoja de universo. En teoría de cuerdas se utilizan los símbolos {\displaystyle \tau } y {\displaystyle \sigma } para estos parámetros. Las teorías de cuerdas implican un número mayor de dimensiones que el espacio tridimensional habitual; la teoría de cuerdas bósonica requiere 25 dimensiones espaciales y una temporal. Si {\displaystyle d} es el número de dimensiones espaciales,  podemos representar un punto por el vector
{\displaystyle x=(x^{0},x^{1},x^{2},\ldots ,x^{d}).}
Describimos una cuerda mediante funciones que llevan una posición en el espacio de parámetros {\displaystyle (\tau ,\sigma )} a un punto en espacio-tiempo. Para cada valor de {\displaystyle \tau } y {\displaystyle \sigma }, estas funciones especifican un vector del espacio-tiempo único:
{\displaystyle X(\tau ,\sigma )=(X^{0}(\tau ,\sigma ),X^{1}(\tau ,\sigma ),X^{2}(\tau ,\sigma ),\ldots ,X^{d}(\tau ,\sigma )).}
Las funciones  {\displaystyle X^{\mu }(\tau ,\sigma )} determinan la forma que toma la hoja de universo. Observadores inerciales diferentes discreparan en las coordenadas que le asignarán a un punto de la hoja de universo, pero estarán de acuerdo en el área propia de la hoja de universo. La acción de Nambu–Goto se escoge para que sea proporcional al área propia total.
Sea {\displaystyle \eta _{\mu \nu }} la métrica en el espaciotiempo de {\displaystyle (d+1)} dimensiones. Entonces,
{\displaystyle g_{ab}=\eta _{\mu \nu }{\frac {\partial X^{\mu }}{\partial y^{a}}}{\frac {\partial X^{\nu }}{\partial y^{b}}}\ }
es la métrica inducida en la hoja de universo, donde {\displaystyle a,b=0,1} y {\displaystyle y^{0}=\tau ,y^{1}=\sigma }.
Para el área {\displaystyle {\mathcal {A}}} de la hoja de universo se cumple:
{\displaystyle \mathrm {d} {\mathcal {A}}=\mathrm {d} ^{2}\Sigma {\sqrt {-g}}}
donde {\displaystyle \mathrm {d} ^{2}\Sigma =\mathrm {d} \sigma \,\mathrm {d} \tau } y {\displaystyle g=\mathrm {det} \left(g_{ab}\right)\ }. 
Utilizando la notación:
{\displaystyle {\dot {X}}={\frac {\partial X}{\partial \tau }}}
y
{\displaystyle X'={\frac {\partial X}{\partial \sigma }},}
se puede reescribir la métrica {\displaystyle g_{ab}}:
{\displaystyle g_{ab}=\left({\begin{array}{cc}{\dot {X}}^{2}&{\dot {X}}\cdot X'\\X'\cdot {\dot {X}}&X'^{2}\end{array}}\right)\ }
{\displaystyle g={\dot {X}}^{2}X'^{2}-({\dot {X}}\cdot X')^{2}}
La acción de Nambu-Goto se define como
| {\displaystyle {\mathcal {S}}\ } | {\displaystyle =-{\frac {T_{0}}{c}}\int \mathrm {d} {\mathcal {A}}} | {\displaystyle =-{\frac {T_{0}}{c}}\int \mathrm {d} ^{2}\Sigma {\sqrt {-g}}} | {\displaystyle =-{\frac {T_{0}}{c}}\int \mathrm {d} ^{2}\Sigma {\sqrt {({\dot {X}}\cdot X')^{2}-({\dot {X}})^{2}(X')^{2}}}\ } |
donde {\displaystyle X\cdot Y:=\eta _{\mu \nu }X^{\mu }Y^{\nu }}.
Los factores antes de las integrales dan a la acción las unidades correctas, energía multiplicada por tiempo. {\displaystyle T_{0}} es la tensión de la cuerda, y {\displaystyle c} es la velocidad de la luz. Típicamente, en teoría de cuerdas se usan "unidades naturales" donde {\displaystyle c} vale 1 (junto con la constante de Newton {\displaystyle G} y la constante de Planck {\displaystyle \hbar })  También, en parte por razones históricas, se utiliza el "parámetro de pendiente" de Regge {\displaystyle \alpha '} en lugar de {\displaystyle T_{0}}. Con estos cambios, la acción de Nambu-Goto es
{\displaystyle {\mathcal {S}}=-{\frac {1}{2\pi \alpha '}}\int \mathrm {d} ^{2}\Sigma {\sqrt {({\dot {X}}\cdot X')^{2}-({\dot {X}})^{2}(X')^{2}}}.}
Estos dos formas son, naturalmente, enteramente equivalentes. Otra forma equivalente es
{\displaystyle {\mathcal {S}}=-{\frac {1}{2\pi \alpha '}}\int \mathrm {d} ^{2}\Sigma {\sqrt {{\dot {X}}^{2}-{X'}^{2}}}.}
Típicamente, la acción de Nambu–Goto no tiene todavía la forma apropiada para estudiar la física cuántica de cuerdas. Para eso hay que modificarla de una manera similar a la acción de una partícula puntual, que debe ser reemplazada por una expresión cuadrática con el mismo valor clásico. Para cuerdas la corrección análóga es la acción de Polyakov, que es clásicamente equivalente a la acción de Nambu–Goto, pero da la teoría cuántica 'correcta'. Aun así, es posible desarrollar una teoría cuántica de la acción de Nambu–Goto en el gauge del cono de luz.